# Ithomiola nepos
Ithomiola nepos is een vlindersoort uit de familie van de prachtvlinders (Riodinidae), onderfamilie Riodininae.
Ithomiola nepos werd in 1793 beschreven door Fabricius.